# Filipendula ulmaria
Filipendula ulmaria là loài thực vật có hoa trong họ Hoa hồng. Loài này được (L.) Maxim. mô tả khoa học đầu tiên năm 1879.

## Hình ảnh

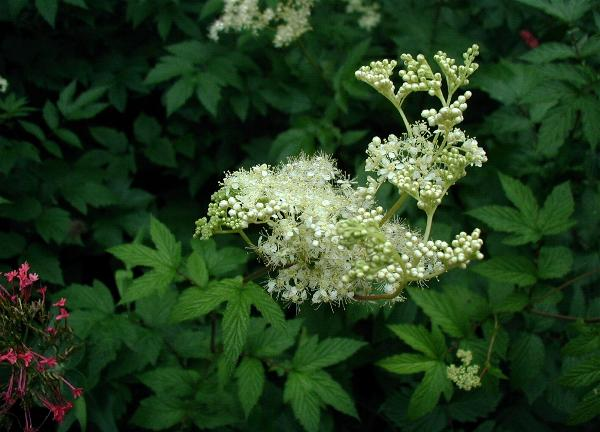
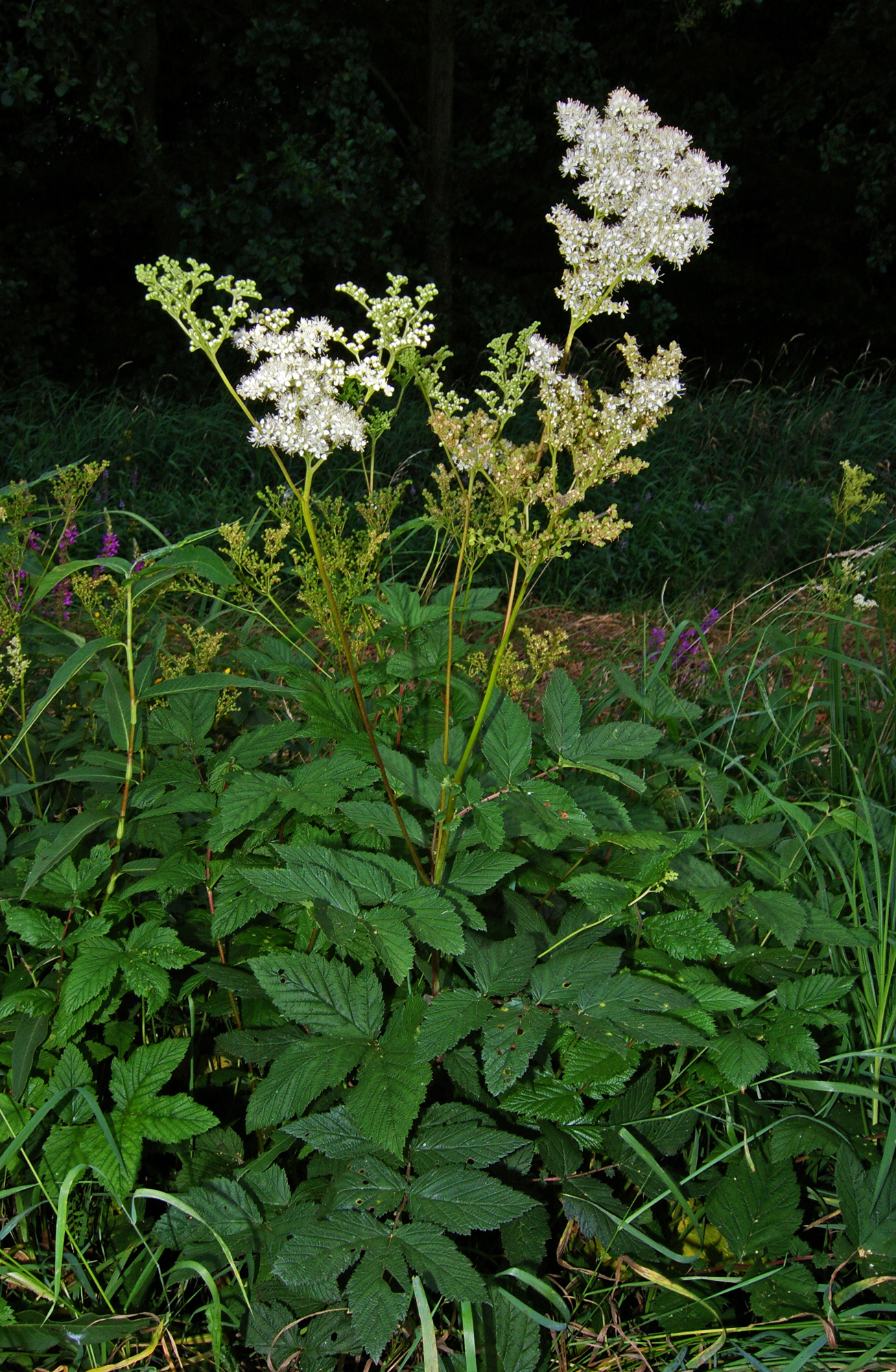
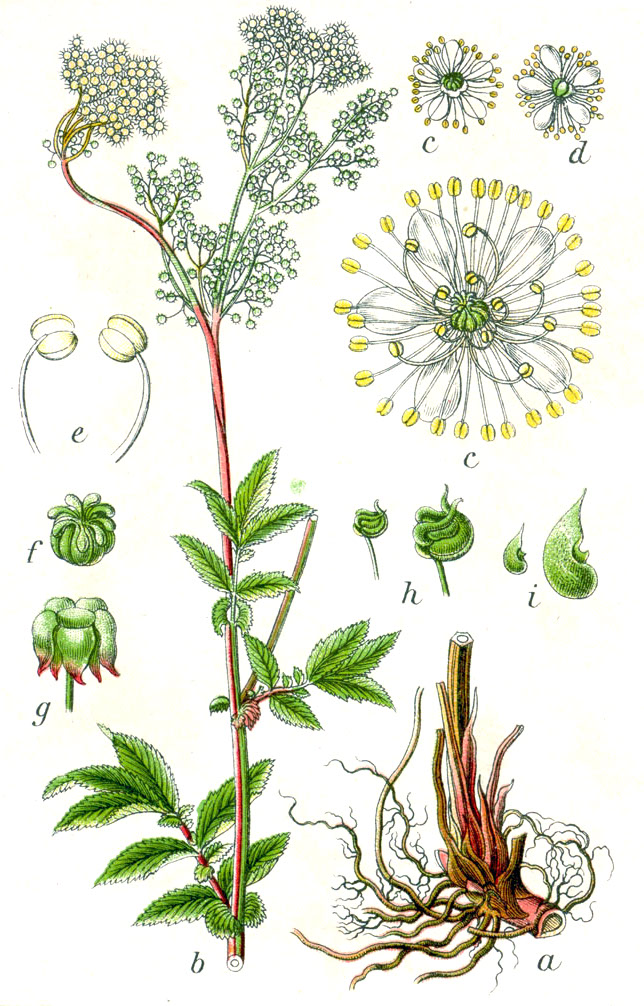
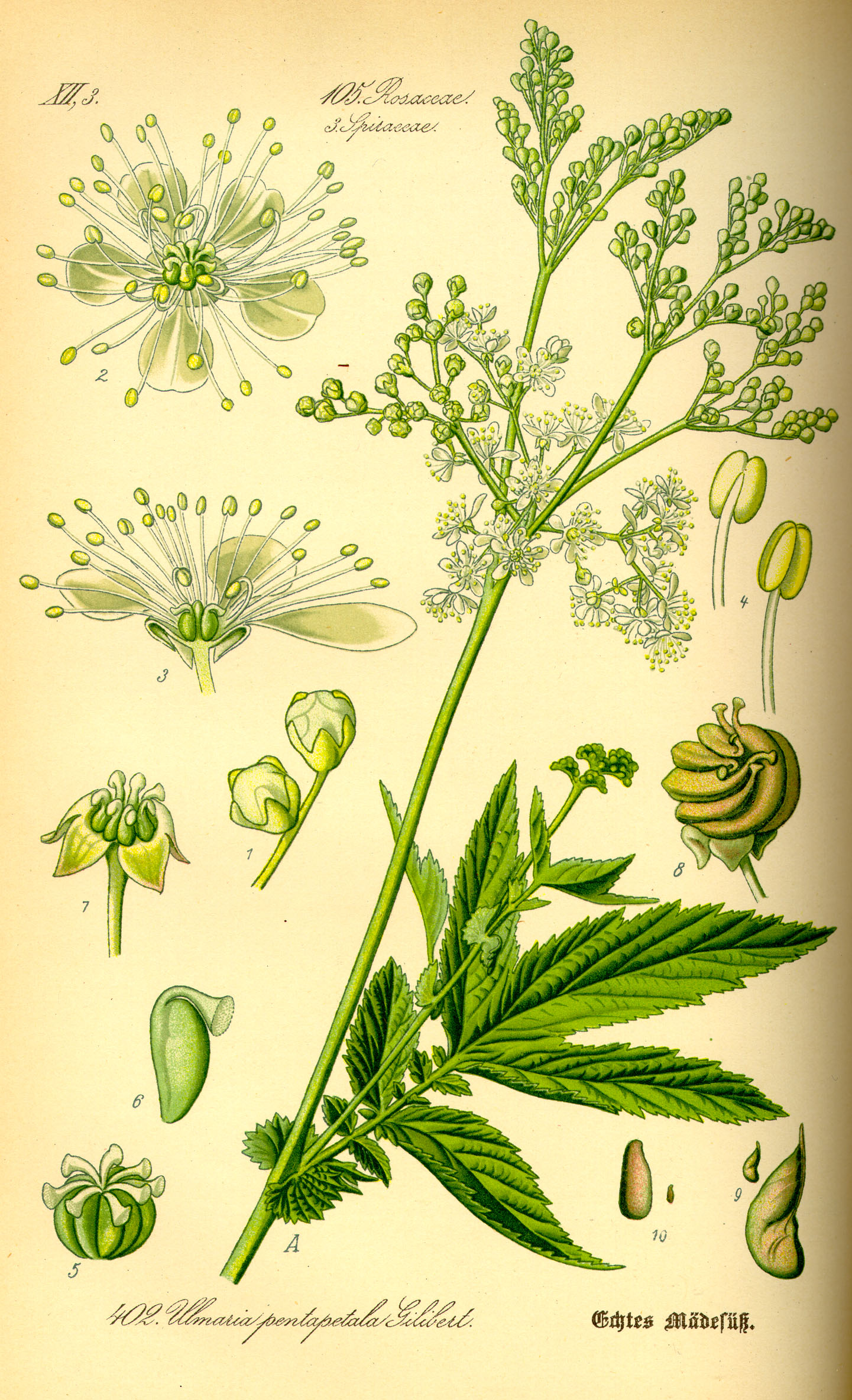